# Роблес, Алехандро
Алехандро Робелс Гарсия (исп. Alejandro "Álex" Robles García; 28 января 1999, Писарра, Испания) — испанский футболист, защитник клуба «Малага».

## Клубная карьера
Роблес — воспитанник клуба «Малага». 24 октября 2017 года в поединке Кубка Испании против «Нумансии» Алехандро дебютировал за основной состав. 19 мая 2018 года в матче против «Хетафе» он дебютировал в Ла Лиге.

## Международная карьера
В 2016 года в составе юношеской сборной Испании Роблес завоевал серебряные медали юношеского чемпионата Европы в Азербайджане. На турнире он сыграл в матчах против команд Нидерландов, Сербии, Италии, Англии, Германии и Португалии.

## Достижения
Международные
 Испания (до 19)
- Юношеский чемпионат Европы — 2018